# Аліянське сільське поселення
Алія́нське сільське поселення (рос. Алиянское сельское поселение) — сільське поселення у складі Стрітенського району Забайкальського краю Росії.
Адміністративний центр — село Алія.

## Історія
2013 року було утворено село Нижня Алія шляхом виділення частини зі складу села Алія.

## Населення
Населення сільського поселення становить 489 осіб (2019; 545 у 2010, 658 у 2002).

## Склад
До складу сільського поселення входять:
| Населений пункт  | Населення, осіб (2002) | Населення, осіб (2010) |
| ---------------- | ---------------------- | ---------------------- |
| Алія, село       | 658                    | 545                    |
| Нижня Алія, село | -                      | -                      |